# Johnius philippinus
Johnius philippinus är en fiskart som beskrevs av Sasaki, 1999. Johnius philippinus ingår i släktet Johnius och familjen havsgösfiskar. Inga underarter finns listade i Catalogue of Life.